# Carla Sacramento
Carla Sacramento (ur. 10 grudnia 1971 w São Sebastião da Pedreira) – portugalska lekkoatletka, specjalistka od średnich dystansów, wielokrotna medalistka Mistrzostw Świata i Europy. Czterokrotna olimpijka (1992, 1996, 2000, 2004).
Pierwszym medalem Sacramento na międzynarodowej imprezie był brąz podczas Halowych Mistrzostw Europy (bieg na 800 m Paryż 1994), później odnosiła sukcesy głównie na dystansie 1500 metrów:
- srebro na Halowych Mistrzostwach Świata w Lekkoatletyce (Barcelona 1995)
- brązowy medal podczas Mistrzostw Świata w Lekkoatletyce (Göteborg 1995)
- złoty medal Halowych Mistrzostw Europy w Lekkoatletyce (Sztokholm 1996)
- 6. miejsce na Letnich Igrzyskach Olimpijskich (Atlanta 1996)
- złoto podczas Mistrzostw Świata w Lekkoatletyce (Ateny 1997)
- srebro Mistrzostw Europy w Lekkoatletyce (Budapeszt 1998)
- 3. miejsce na Pucharze Świata w Lekkoatletyce (Johannesburg 1998)

Z czasem startowała na coraz dłuższych dystansach, co zaowocowało m.in. medalem w biegu na 3000 metrów:
- srebrny medal podczas Halowych Mistrzostw Europy w Lekkoatletyce (Wiedeń 2002)

## Rekordy życiowe
- bieg na 500 m – 1:10.83 (1996)
- bieg na 800 m – 1:58.94 (1997)
- bieg na 1000 m – 2:34.85 (1995)
- bieg na 1500 m – 3:57.71 (1998)
- bieg na 3000 m – 8:30.22 (1999)
- bieg na 800 m (hala) – 2:00.81 (1995)
- bieg na 1000 m (hala) – 2:35.88 (1996)
- bieg na 1500 m (hala) – 4:04.11 (2001)
- bieg na milę (hala) – 4:23.00 (2002)
- bieg na 3000 m (hala) – 8:36.79 (2002)